# Kellicottia
Kellicottia é um género de Brachionidae.
O género foi descrito em 1938 por Elbert Halvor Ahlstrom.
Possui distribuição cosmopolita.
Espécies:
- Kellicottia bostoniensis[1]
- Kellicottia longispina[1]